# Danmarks fodboldlandshold
Danmarks herre-fodboldlandshold eller herrelandsholdet repræsenterer Danmark og Grønland i internationale herre-fodboldturneringer. Holdet hører under Dansk Boldspil-Union (DBU). Landsholdets hjemmebane er Parken i København og holdets træner er Brian Riemer (2024-).
Det danske fodboldlandshold vandt guld ved de olympiske mellemlege i 1906 og sølv ved de olympiske lege i 1908 og 1912. Grundet DBU's regler om at danske landsholdsspillere ikke måtte være professionelle eller modtage betaling for deres sport før frem til 1980’erne, forsvandt langt de fleste danske spillere til udlandet og det danske landshold opnåede derfor først sin første EM-kvalifikation i 1984, til trods for at holdet vandt hhv. olympisk bronze og sølv i 1948 og 1960.
Danmark har siden 1980'erne deltaget i adskillige internationale turneringer med den største triumf værende titlen som europamestre i 1992. Ved landsholdets store triumf slog de de tre forgangne europamestre i Frankrig i gruppespillet, Holland i semifinalen og de forsvarende verdensmestre Tyskland i finalen. Landsholdet vandt også Kong Fahd Cup i 1995, hvor de slog Argentina i finalen. Holdets bedste resultat ved verdensmesterskaberne var til 1998, hvor de knebent tabte 2-3 i kvartfinalen mod Brasilien. Danmark er også nået til ottendedelsfinalerne ved VM i 1986, 2002 og 2018. Det bedste nylige resultat var ved EM i 2020, hvor landsholdet nåede til semifinalen mod England, men tabte i forlænget spilletid.

## Historie 1908-1983
Den første danske herrefodboldlandskamp blev spillet 19. oktober 1908 under de Olympiske Lege i London. Danmark slog Frankrigs andethold 9-0 i turneringens kvartfinale. Danmark besejrede derpå det franske førstehold med hele 17-1, og den danske angriber Sophus Nielsen scorede 10 mål. Danmark vandt sølv både i 1908 og i 1912.
Det danske landshold bestod i mange år udelukkende af amatørspillere, og de olympiske lege blev hovedfokus i de første mange år, hvor hele nationen i mange år fulgte Gunnar "Nu" Hansens radioreportager fra holdets kampe. Holdet blev også udtaget af en udtagelseskomite. I 1948 vandt Danmark bronze ved OL i London, mens det blev til sølv ved OL i Rom i 1960. VM og EM var uden for holdets rækkevidde, bortset fra EM i1964, hvor holdet som følge af et utroligt lodtrækningsheld kvalificerede sig til slutrunden. I kvalifikationen mødte Danmark efter tur Malta, Albanien og Luxembourg. Slutrunden bestod blot af fire hold, og Danmark var dermed automatisk i semifinalen. Her blev det til nederlag mod Sovjetunionen med 3-0, og i bronzekampen tabte Danmark til Ungarn med 3-1 efter forlænget spilletid.
I 1921 blev Carl "Skomager" Hansen som den første dansker professionel i udlandet, da han skiftede fra Boldklubben 1903 til Rangers FC. Forskellige profiler på de danske OL-hold som fx Jørgen Sørensen og Carl Aage Præst blev ligeledes professionelle i udlandet. Da DBU ikke ville benytte professionelle fodboldspillere på landsholdet, betød det, at en lang række af dansk fodbolds bedste spillere, som fx Harald Nielsen, kun spillede relativt få landskampe, og at landsholdet konstant blev åreladet. Når spillere som Ulrik le Fevre og Johnny Hansen blev gode i den danske første division eller på landsholdet, blev de købt af udenlandske klubber og kunne herefter ikke længere spille for Danmark. Landsholdets resultater var derfor middelmådige frem til 1971, hvor DBU ophævede udelukkelsen af professionelle spillere.
Dette gav i første omgang en forventning om markante forbedringer af landsholdets præstationer, men resultaterne blev i første omgang ikke meget bedre. Fra 1971 og frem til 1984 lykkedes det ikke det danske landshold at kvalificere sig til EM eller VM i fodbold. Generelt brugte de danske professionelle spillere landsholdssamlingerne som hyggelejre på afstand af deres hårde daglige klubtilværelse. Landstræner Kurt Nielsen (1976-79) lagde heller ikke skjul på sin støtte til det sociale samvær på bekostning af resultaterne.
Denne holdning blev ændret, da Sepp Piontek i 1979 blev landstræner. Den tidligere tyske forsvarsspiller indførte den disciplin og vindermentalitet, der længe havde manglet på det danske herrelandshold. Samtidig slog en ny generation af unge spillere som Preben Elkjær, Søren Lerby, Frank Arnesen og senere Michael Laudrup i begyndelsen af 1980'erne igennem på landsholdet. Holdet viste i glimt klasse, bl.a. da Danmark i 1981 besejrede de senere italienske verdensmestre 3-1 i Parken i kvalifikationen til VM i 1982.

## Internationale slutrunder 1984-2018
Det danske herrefodboldlandshold kvalificerede sig til slutrunden om EM i 1984 ved bl.a. at slå England 1-0. Under slutrunden i Frankrig forbløffede Danmark den internationale fodboldverden med kreativt spil og blev først slået ud i semifinalen. Her tabte Danmark efter straffesparkskonkurrence til Spanien. Holdet blev med ét slag ufatteligt populært i hele Danmark, og publikum strømmede til for at se Danmark spille. Den danske roliganbevægelse blev grundlagt i disse år.
Danmark kvalificerede sig også til VM i Mexico to år senere, og holdets slagsang "Re-Sepp-ten" blev en landeplage. Landsholdet vandt sympati over hele verden ved at vinde sin indledende pulje med maksimumpoint med sejr over Skotland, Uruguay og Vesttyskland. I ottendedelsfinalen gik det dog galt, da holdet tabte 5-1 til Spanien.
EM i 1988 blev afdansningsballet for Danish Dynamite-holdet. Selv om Danmark kvalificerede sig til slutrunden i Vesttyskland, tabte holdet alle sine indledende kampe, og slutrunden blev endestationen for flere af 1980'ernes bærende spillere som Preben Elkjær, Klaus Berggreen, Morten Olsen og Søren Lerby.
I den efterfølgende opbygningsfase missede landsholdet lige akkurat kvalifikationen til VM i 1990, da holdet ude tabte til Rumænien. Også kvalifikationen til EM i 1992 glippede, da holdet sluttede efter Jugoslavien i kvalifikationsgruppen. På grund af krigen i Jugoslavien besluttede det internationale samfund imidlertid at iværksætte en sportslig boykot af Jugoslavien, og Danmark kom med kort varsel med til slutrunden i Sverige som reserve.
Denne sene adgang kom bag på spillere og træner Richard Møller Nielsen, og forventningerne var små. Således udtalte Flemming Povlsen på forhånd ironisk, at han ikke så nogen problemer i at holde 90 minutter: 30 minutter mod hver af modstanderne i den indledende runde!. Men stik mod alle lave forventninger resulterede slutrunden i Danmarks første internationale titel nogensinde, da holdet blev Europamester ved at slå Tyskland 2-0 i finalen. Peter Schmeichel, Mogens Krogh Brian Laudrup, John "Faxe" Jensen og anfører Lars Olsen var nogle af de spillere fra holdet, der vandt EM 92.
Richard Møller Nielsen stod også i spidsen for det hold, der efterfølgende vandt FIFA Confederations Cup 1995, efter at det ikke var lykkedes for landsholdet at kvalificere sig til VM i USA 1994.
Da holdet skulle forsvare EM-titlen ved slutrunden i England i 1996, måtte man tage hjem efter de indledende puljekampe – dog efter at man faktisk havde opnået et samlet puljeresultat som i europamesteråret 1992 med én vundet, én uafgjort og én tabt kamp og samlet med en lige målscore.
Ved VM i 1998 i Frankrig viste det danske landshold med svenskeren Bo Johansson som landstræner, at Danmark stadig havde et godt hold. Her opnåede man det bedste danske VM-resultat nogen sinde, da holdet nåede kvartfinalen. En sejr over Nigeria i ottendedelfinalen gav adgang til kvartfinalen, hvor Danmark efter en medrivende kamp blev besejret 3-2 af Brasilien.
Ved EM i 2000 i Belgien/Holland skuffede Danmark igen, da holdet tabte alle sine indledende kampe med samlet 0-8.
Herefter overtog de to gamle landsholdsanførere Morten Olsen og Michael Laudrup ledelsen af landsholdet som hhv. landstræner og assistenttræner. Det lykkedes at vinde kvalifikation til VM i 2002 i Japan/Sydkorea, og holdet nåede her ottendedelsfinalen ved bl.a. at besejre de regerende verdensmestre fra Frankrig i den indledende pulje. I ottendedelsfinalen tabte holdet dog klart 3-0 til England.
Det lykkedes også Morten Olsens tropper at sikre Danmark en plads ved EM-slutrunden i 2004 i Portugal. Her blev kvartfinalen endestationen, da holdet blev slået 3-0 af Tjekkiet.
Det lykkedes ikke Danmark at kvalificere sig til VM i 2006 i Tyskland, da holdet sluttede på tredjepladsen i kvalifikationspuljen efter Ukraine og Tyrkiet, og holdet måtte også undvære deltagelse i EM i 2008 efter blandt andet at have tabt kampen mod Sverige i Parken på en skrivebordsafgørelse efter en tilskuers indtrængen på banen.
Efter to mislykkede kvalifikationer var kritikken af landsholdet hård, og mange krævede Morten Olsens afgang. Men Dansk Boldspil-Union holdt fast i landstræneren, og under Olsens ledelse kvalificerede Danmark sig til VM 2010, efter en 1-0 sejr over Sverige 10. oktober 2009. Sejrsmålet blev scoret af AGF's Jakob Poulsen i det 79. minut.
Ved VM 2010 var Danmark i gruppe med Japan, Cameroun og Holland. Danmark lagde ud med at tabe 2-0 til Holland, bl.a. på et selvmål af Daniel Agger, da bolden ramte ham i ryggen på vej mod målet. I anden gruppekamp slog Danmark Cameroun 2-1 hvilket muliggjorde videre avancement – kravet var en sejr over Japan, men efter en skuffende præstation tabte Danmark 3-1, og måtte således for første gang se sig elimineret fra en VM-slutrunde allerede i den indledende runde.
I 2012 havde Danmark kvalificeret sig til EM for første gang siden 2004 ved at toppe sin kvalifikations gruppe foran blandt andet Portugal, som danskerne formåede at slå med 2-1 i Parken. Til slutrunden blev Danmark trukket i en svær gruppe bestående af Tyskland, Portugal og Holland. Trods en 1-0 sejr mod Holland i den første kamp og 2 mål scoret mod Portugal i den anden, måtte Danmark se sig slået i de to resterende kampe og endte på 3. Pladsen i deres gruppe.
VM 2014 blev uden dansk deltagelse efter at Danmark endte bag Italien ved kvalifikationen, og da Danmark ikke havde skrabet nok point sammen (10 point) endte de som det værste andenpladshold, og deltog derfor ikke i playoff runden med de otte bedste toer.
Kvalifikationen til EM 2016 endte igen i skuffelse da man sluttede bag Portugal og Albanien hvilket betød at Danmark skulle ud i playoff kamp som blev mod Sverige. Sverige endte med at vinde 4-3 over de to kampe (2-1, 2-2) og Danmark havde derfor ikke nået en slutrunde for anden gang i træk. Efterfølgende stoppede Morten Olsen som landstræner efter 15 år på posten.
DBU ansatte i slutningen af 2015 daværende Malmö FF træner Åge Hereide som landsholdstræner. Den nye æra for dansk landsholdsfodbold fik dog langt fra den perfekte start, især efter nederlag på 1-0 til Montenegro i Parken var der stor kritik af landsholdet og spillestilen, og der var en frygt for en gentagelse af kvalifikationen til EM 16'. Heldigvis begyndte Danmark at spille godt igen, og med en kolossal 4-0 sejr over Polen (gruppens førerhold) og andre gode resultater blev andenpladsen en realitet. Efter sejr i playoff kampen mod Irland med hele 5-1 i Dublin så var Danmark klar til sin første slutrunde i 3 forsøg. til VM 2018 i Rusland fik Danmark en fornuftig gruppe bestående af Frankrig, Peru og Australien. Det blev til en andenplads efter en sejr på 1-0 over Peru, og så to uafgjorte mod australierne (1-1) og franskmændene (0-0). I 1/8 dels finalen ventede Kroatien som man spillede 1-1 med efter ordinær spilletid. Kroatien endte dog med avancementet da de vandt i straffesparks konkurrencen med 3-2.

## 2020-nu

### Kasper Hjulmand
Dansk Boldspil-Union (DBU) annoncerede den 12. juli 2019 Kasper Hjulmand som ny landstræner for landsholdet under et pressemøde i Fodboldens Hus i Brøndby. Morten Wieghorst blev offentliggjort som assisterende træner. Hjulmand og Wieghorst tiltrådte en fire-årig kontrakt og var planlagt at skulle føre holdet videre til VM i Qatar i 2022 og EM i Tyskland i 2024. Annonceringen kom i forbindelse med at Åge Hareide og assistenttræner Jon Dahl Tomassons 4 1/2-årige kontrakt ville komme til udløb det følgende år (efter EM i 2020) og ikke ville blive forlænget. Hareide og Tomasson blev informeret om udmeldningen, og udtrykte begge ønske om forlængelse, hvilket dog ikke blev givet. Hjulmand, der i perioden 2016-2019 var træner for FC Nordsjælland, blev ansat på konsulent-vilkår det første år inden sin officielle tiltrædelse som landstræner den 1. august 2020.
I september 2020 indledte landsholdet i UEFAs Nations League-turnering, hvor Danmark var rykket op til League A og endt i gruppe med Belgien, England og Island. Hjulmand havde sin debut som landstræner d. 5 september 2020 ved Danmarks første kamp mod Belgien. Kampen endte 0-2 til Belgien. Danmark mødte England tre dage senere, den 8. september, hvor kampen endte 0-0. Med i alt 3 vundne, 1 uafgjort og 2 tabte kampe endte Danmark med 10 point på andenpladsen i gruppen og forblev i League A.

### EM 2021
Grundet corona-pandemien i 2020 blev det under et krisemøde mellem medlemslandene i Det Europæiske Fodboldforbund (UEFA) i marts 2020 besluttet at udskyde det kommende europamesterskab i fodbold til 2021. Turneringen, der i forbindelse med markeringen af sit eget 60 års jubilæum, skulle have fundet sted i tolv forskellige byer i tolv medlemslande (heriblandt fire planlagte kampe i Parken), blev flyttet fra den 12. juni - 12. juli 2020, men blev flyttet til 11. juni - 11. juli 2021.
Landsholdet endte ved EM i 2021 i gruppe B med Belgien, Rusland og Finland, hvor alle de tre Danmarks kampe blev spillet i Parken. Danmarks åbningskamp mod Finland den 12. juni 2021 kl. 18, som markerede Finlands første deltagelse i en stor international slutrunde, endte med en sørgelig udgang, da den danske angriber Christian Eriksen faldt om med hjertestop i det 42. minut. Eriksen modtog hurtigt medicinsk assistance og blev genoplivet og ført til Rigshospitalet til yderligere behandling og observation. Kampen blev midlertidigt suspenderet, men blev genoptaget efter næsten to timer, kl. 20:30, efter at de danske spillere var blevet forsikret om at Eriksen var i god tilstand. Kampen endte 0-1 til Finland, der scorede på sin eneste reelle chance, mens Pierre Emile Højbjerg brændte et straffespark. Til trods for at begge landshold indviligede i at genoptage kampen samme aften, blev UEFA efterfølgende mødt med voldsom kritik fra fodboldverdenen og globale medier, da man mente at UEFA ikke havde taget hensyn til den voldsomme begivenhed og havde presset det danske landshold til at genoptage kampen. Der blev ligeledes efterlyst et regelsæt og handlingsplan i tilfælde af at en lignende situation ville ske igen. UEFA besvarede kritikken med at UEFA's repræsentanter under kampen havde fulgt det daværende regelsæt og fulgt de to landsholds ønske om at genoptage kampen samme aften og ikke udsætte kampen til den følgende dag kl 12, som var den anden mulighed.
Danmarks følgende to gruppekampe endte 1-2 til Belgien efterfulgt af en overbevisende 1-4 sejr mod Rusland, hvorved Danmark, på trods af to tabte gruppekampe, endte som nummer to i gruppen med samme antal point som Finland og Rusland, men med en betydelig og afgørende målforskel. Danmark mødte og besejrede overbevisende Wales (0-4) i 1/8-finalen i Amsterdam og vandt for første gang siden VM i 1998 en playoff-kamp. Danmark mødte efterfølgende Tjekkiet i kvartfinalen i Baku, Aserbajdsjan, hvor landsholdet med en 1-2 sejr for første gang i 29 år siden spillede sig frem til en semifinale. Danmark mødte England i en dramatisk semifinale på Wembley Stadion den 7. juli 2021, som efter forlænget spilletid faldt ud til englændernes fordel med en 2-1 sejr. Mikkel Damsgaard lagde ud med et imponerende frispark i 30. minut til 0-1, men et selvmål fra Simon Kjær små ti minutter senere udlignede til 1-1. I det 102. minut blev der tilkendt straffespark til England, som Kasper Schmeichel i første omgang reddede, men bolden blev pareret tilbage til Harry Kane, som scorede til 2-1. Til trods for nederlaget modtog det danske landshold stor ros og anerkendelse for deres spil undervejs i turneringen.

### VM 2022
Efter to succesfulde år under Hjulmand og med et vellykket EM bag sig, havde landsholdet store ambitioner til verdensmesterskabet 2022 i Qatar. Landsholdet blev udtrukket i gruppe D med Frankrig, Australien og Tunesien. Landsholdet havde åbningskamp mod Tunesien den 22. november 2022, som endte 0-0. Åbningskampen endte med at blive landsholdets bedste præstation, da de efterfølgende tabte mod både Frankrig (2-1) og Australien (1-0). Dette resulterede i en sidsteplads i gruppen, og det danske landshold måtte forlade turneringen efter det indledende gruppespil til stor skuffelse og uden indfrielse af de mange forventninger. Landsholdet så herefter frem mod kvalifikationskampene til EM 2024, hvor de endte i gruppe H med Slovenien, Finland, Kasakhstan, Nordirland og San Marino. Danmark indledte deres kvalifikationskampe den 23. marts 2023 mod Finland med en 3-1 sejr. Til trods for syv vundne og to tabte kampe (målscore 19-10) og en førsteplads i gruppen, blev landsholdets præstation kritiseret. Det kom især efter landsholdets tabte kamp mod Kasakhstan og deres følgende præstation ved deres andet møde med FIFAs laveste rangerende landshold, San Marino, som knebent endte 2-1 til Danmark, og som markerede San Marinos første mål i en international slutrunde siden 2021. I juni 2023 annoncerede DBU at fodboldforbundet havde forlænget deres igangværende kontrakt med landsholdstræner Kasper Hjulmand med to år med udløb til og med VM i USA, Mexico og Canada i 2026.

### 2024
Landsholdet endte ved EM i 2024 i Tyskland i gruppe C sammen med England, Slovenien og Serbien. Danmarks præstation blev ikke positivt modtaget, da landsholdet endte ud med tre uafgjorte kampe (2-2) i gruppespillet, hvilket bidrog til den overordnede historisk lave målscore hele C-gruppen leverede (syv mål i seks kampe). Til trods for middelmådige præstationer endte Danmark som nummer to i gruppen og fortsatte til 1/8-delsfinalen mod Tyskland. 1/8-delsfinalen blev spillet i Westfalenstadion i Dortmund den 29. juni, og endte 2-0 til Tyskland efter en dramatisk kamp, hvor Tyskland var Danmark overlegne. Målmand Kasper Schmeichel var i kampens første kvarter den mest aktive på det danske landshold inden kampen i det 36. minut måtte afbrydes grundet massiv regn og tordenvejr over det åbne stadion. Kampen blev genoptaget efter 25 min., hvor Joachim Andersen i det 48. minut fik sit ellers første landsholdsmål annulleret grundet en mikroskopisk offside, og kort efter bidrog til et straffespark efter at bolden ramte hans hånd. Tyskland scorede til 1-0 og igen til 2-0 i det 68. minut, som blev den endelige stilling, og Danmark udgik fra EM.

#### Lars Knudsen
Kasper Hjulmand annoncerede den 19. juli 2024, at han med øjeblikkelig virkning ville stoppe som landstræner for landsholdet og dermed afbrød sin planlagte kontrakt. Tidligere assisterende træner Morten Wieghorst overtog som midlertidig landstræner frem til nytår, mens Lars Knudsen blev assistenttræner. Den 22. og 25. august annoncerede henholdsvis anfører Simon Kjær og midtbanespiller Thomas Delaney at de stoppede som spillere på landsholdet. Wieghorst blev sygemeldt med stress kort inden offentliggørelsen af den udtagede trup til efteråret Nations League-kampe mod Schweiz og Serbien og tidligere assistenttræner Lars Knudsen blev i samarbejde med sin assistenttræner og tidligere landsholdsspiller, Daniel Agger, indsat som vikar. Knudsen offentliggjorde den udtagede landsholdstrup den 27. august 2024, hvor Pierre Emile Højbjerg også blev offentliggjort som landsholdets nye og permanente anfører.
Med Knudsen som vikar spillede Danmark sin første Nations League-kamp d. 5. september 2024 i Parken mod Schweiz, hvor mål fra landsholdsdebutanten Patrick Dorgu (efter blot 47 sekunder på banen) og anfører Pierre Emile Højbjerg førte til dansk 2-0 sejr. Landsholdet mødte Serbien d. 9. september i Parken, som endte 2-0 til Danmark efter mål fra landsholdsdebutanten Albert Grønbæk og et imponerende saksesparksmål af Yussef Poulsen. Knudsen og landsholdet modtog stor ros for deres præstation og lagde sig øverst i gruppen, bestående af Spanien, Schweiz og Serbien, med 6 point. Danmark mødte den 12. oktober 2024 de spanske regerende europamestre i Nueva Condomina i Murcia, hvor landsholdet var tæt på uafgjort, men en scoring fra Martin Zubimendi i det 79. minut gav den endelig scoring på 1-0. Til trods for nederlaget som markerede at Danmark ikke har vundet over Spanien i 29 år, blev landsholdets præstation rost. Danmark mødte den 15. oktober atter Schweiz i Kybunpark i St. Gallen, hvor begge nationer kæmpede om vigtige point for at ende på andenpladsen i gruppen, hvilket ville være altafgørende i forhold til topseedning til den kommende VM-kvalifikation og deltagelse i slutspillet i Nations League til foråret. Schweiz lagde ud med 1-0 i det 26. minut, som dog blev udlignet i det 27. minut med landsholdsmålsdebut fra Gustav Isaksen efter assist fra Christian Eriksen. Eriksen scorede og udlignede selv til 2-2 i det 69. minut, hvilket var tiltrængt efter at Patrick Dorgu fik arrangeret et schweisisk straffespark i det 46. minut. Kampen endte 2-2 og Danmark endte på andenpladsen i gruppen med 7 point.

#### Brian Riemer
Den 24. oktober 2024 annoncerede DBU at de havde indgået kontrakt med Brian Riemer som landstræner for herrelandsholdet. Han tiltrådte en 2-årig kontrakt frem til VM i 2026 med Lars Knudsen, Morten Wieghorst og Daniel Agger som assisterende trænere. Riemer udtog sin første landsholdstrup den 5. november 2024 i forbindelse med to Nations League-kampe mod Spanien og Serbien. Riemer havde sin debut som landstræner den 15. november 2024, hvor Danmark mødte Spanien i Parken. Kampen endte 1-2 til Spanien, hvor Gustav Isaksen scorede i 84. minut, og til trods for nederlaget, sikrede Danmark sin plads i næste omgangs Nations Leagues A-liga. Danmark mødte Serbien i sin sidste Nations League-gruppekamp tre dage senere, den 18. november, hvor Danmark kæmpede for minimum ét point (uafgjort) for at sikre sig andenpladsen i gruppen. På Gradski Stadion i Leskovac i Serbien måtte landsholdet undvære anfører Pierre Emile Højbjerg og Joachim Andersen grundet karantæne, og kampen endte 0-0 efter 95 spillede minutter. Danmark sikrede sig herved andenpladsen i gruppen og var for første gang nogensinde videre til kvartfinalen i Nations League-turneringen, ligesom at landsholdet sikrede sig topseedning til den forestående kvalifkationslodtrækning til VM i 2026.

## Rekorder
- Største sejr: 17-1 over Frankrig i London (22. oktober 1908)
- Største nederlag: 0-8 mod Tyskland i Breslau (16. maj 1937)

## Slutrundeslagsange
En landsholdssang  er en sang komponeret eller dedikeret til det danske herre-fodboldhold i forbindelse med en slutrunde til et europamesterskab eller verdensmesterskab.
Siden EM 1984 har Danmarks fodboldlandshold ved hver slutrunde lavet en slagsang også kaldet en slutrundesang med kendte danske kunstnere. Eneste undtagelse var ved EM 1992, hvor man ikke nåede at lave en slagsang pga. den korte responstid. Derfor valgte man Monty Pythons "Always Look on the Bright Side of Life" fra filmen Life of Brian.
Den mest kendte og populære landsholdssang er "Re-Sepp-ten", der var slagsang for Danmarks fodboldlandshold ved VM-slutrunden i 1986 i Mexico

### Slutrundesange
- EM 1984: Gunnar "Nu" Hansen: "Nu Rap (We Are Danish Dynamite)"
- VM 1986: Dodo & The Dodos: "Re-Sepp-ten"
- EM 1988: Rocazino: "En for alle (alle for en)"
- EM 1992: Ingen officiel slagsang ( Monty Python's "Always look on the bright side of life" blev dog valgt)

- EM 1996: Big Fat Snake: "Big Boys in Red & White"
- VM 1998: Dodo & The Dodos: "Vi vil ha' sejren i land"
- EM 2000: Det Brune Punktum: "All We Need is Love"
- VM 2002: Søren Poppe & Sofie Lassen-Kahlke: "Danmarks drenge"
- EM 2004: Birthe Kjær, B-Boys & Safri Duo: "Hvor' vi fra?"
- VM 2010: Nephew:" The Danish Way to Rock"
- EM 2012: Nik & Jay: "Vi vandt i dag"
- VM 2018: Thomas Helmig: "Hele Danmark op at stå"
- EM 2020: Alphabeat: "Danmarks dynamite"
- VM 2022: Burhan G & The SuperNature: "Skulder ved skulder"
- EM 2024: Malte Ebert: "Kongen af Danmark"[49]

## Aktuel trup
Følgende spillere blev udtaget til landsholdets to Nations League-kampe i september 2024.
Oversigten er opdateret til og med 27. august 2024